# 尼維利
尼維利是瑞士的城鎮，位於該國西部，由弗里堡州負責管轄，面積4.平方公里，海拔高度629米，2011年人口376，七成半人口信奉羅馬天主教，人口密度每平方公里94人。